# Dusona ahlaensis
Dusona ahlaensis là một loài tò vò trong họ Ichneumonidae.